# Antony Lopez
Antony Lopez (* 14. Februar 1987 in Gibraltar) ist ein Dartspieler aus Gibraltar, der seit 2012 im Dartsport, vor allem in seiner Heimat, aktiv ist.

## Karriere
Antony Lopez begann 2012 mit dem Dartsport und nahm im selben Jahr am World Masters teil, wo er Ricky Evans mit 0:3 unterlag. Sein European Tour Debüt gab er 2014 bei der Gibraltar Darts Trophy, unterlag hier aber deutlich Daryl Gurney mit 0:6. Im nächsten Jahr konnte Lopez zwar in die zweite Runde der Gibraltar Darts Trophy einziehen, unterlag auch hier mit 0:6 Mervyn King. 2016 versuchte er sich an der Q-School, konnte ab keinen Punkt einfahren. Beim World Masters 2017 kam er unter die Letzten 144. Weitere Erfolge blieben aus. Es folgten mehrere Teilnahmen an der Gibraltar Darts Trophy, immer unterlag Lopez in Runde 1. Zuletzt 2019 unterlag er dem deutschen Michael Rosenauer mit 4:6. 2019 konnte er sich zudem mit Dyson Parody für den World Cup of Darts qualifizieren, die beiden scheiterten aber mit 4:5 an Japan.